# Malpighia novogaliciana
Malpighia novogaliciana är en tvåhjärtbladig växtart som beskrevs av W.R. Anderson. Malpighia novogaliciana ingår i släktet Malpighia och familjen Malpighiaceae. Inga underarter finns listade i Catalogue of Life.